# Tiro con l'arco ai XII Giochi panafricani
Le competizioni di tiro con l'arco ai XII Giochi panafricani di Rabat 2019 si sono svolte dal 27 al 30 agosto 2019 presso la Pista d'atletica – Centre National des Sports Moulay Rachid di Rabat, in Marocco. È stata la prima edizione dei Giochi panafricani in cui si sono svolte gare di tiro con l'arco.
I risultati della competizione sono state considerati validi per la qualificazione ai Giochi olimpici estivi di Tokyo 2020.

## Paesi partecipanti
- Algeria (6)
- Benin (1)
- Ciad (6)[1]
- RD del Congo (2)
- Egitto (6)
- Guinea (2)
- Costa d'Avorio (6)
- Kenya (3)[2]
- Libia (1)
- Madagascar (1)
- Malawi (3)
- Mauritius (3)
- Marocco (6)
- Namibia (2)[3]
- Niger (1)
- Sudafrica (4)[4]
- Sudan (3)
- Tunisia (4)
- Zimbabwe (2)

## Podi

### Uomini
| Evento      | Oro                                                | Argento                                                   | Bronzo                                                    |
| Individuale | Sherif Mohamed                                     | Mohamed Hammed                                            | Youssof Tolba                                             |
| Squadre     | Egitto Bahaaeldin Aly Sherif Mohamed Youssof Tolba | Tunisia Sabeur Ben Brahim Nabil Benromdhan Mohamed Hammed | Algeria Imadeddine Bakri Abdelmajid Hocine Ayoub Rahlaoui |

### Donne
| Evento      | Oro                                          | Argento                                                                                  | Bronzo                                                                     |
| Individuale | Esmei Anne Marcelle Diombo                   | Rihab El Walid                                                                           | Amal Adam                                                                  |
| Squadre     | Egitto Amal Adam Mira Elchammaa Reem Mansour | Costa d'Avorio Esmei Anne Marcelle Diombo Fatou Gbane Ekpobi Anne-marie Eleonord Yedagne | Ciad Aron Salome Atchoumgai Martine Abaifouta Hallas Maria Marlyse Hourtou |

### Misti
| Evento  | Oro                               | Argento                              | Bronzo                             |
| Squadre | Egitto Reem Mansour Youssof Tolba | Namibia Quinn Reddig Adriaan Grobler | Ciad Marlyse Hourtou Israel Madaye |

## Medagliere
| #     | Nazione        | Oro | Argento | Bronzo | Totale |
| ----- | -------------- | --- | ------- | ------ | ------ |
| 1     | Egitto         | 4   | 0       | 2      | 6      |
| 2     | Costa d'Avorio | 1   | 1       | 0      | 2      |
| 3     | Tunisia        | 0   | 3       | 0      | 3      |
| 4     | Namibia        | 0   | 1       | 0      | 1      |
| 5     | Ciad           | 0   | 0       | 2      | 2      |
| 6     | Algeria        | 0   | 0       | 1      | 1      |
| Total | Total          | 5   | 5       | 5      | 15     |